# Emmelia nivipicta
Emmelia nivipicta is een vlinder uit de familie van de uilen (Noctuidae). De wetenschappelijke naam van deze soort is voor het eerst voorgesteld als Acontia nivipicta door Arthur Gardiner Butler in een publicatie uit 1886.
De soort komt voor in Australië.